# Gaceta Oficial de Panamá
La Gaceta Oficial de la República de Panamá es el periódico oficial del Gobierno de la República de Panamá. Su función es la publicación de leyes, reglamentos, acuerdos, circulares, órdenes y demás actos expedidos por los Órganos de la Administración Pública, a fin de que estos sean observados y aplicados debidamente en sus respectivos ámbitos de competencia en el territorio nacional.

## Historia
La Gaceta Oficial de Panamá hizo su primera edición el 11 de noviembre de 1903 bajo la dirección de Demetrio Brid conteniendo el Acta de Separación de Panamá de Colombia, con el costo de 5 centésimos.

## Actualidad
En el presente la Gaceta Oficial es digitalizada y gratuita consultada por medio de su página web. La Gaceta Oficial de Panamá no debe confundirse con la Gaceta de Panamá, un medio de prensa digital.